# Mephisto (film)
Pour l’article homonyme, voir Méphisto (film).
Pour plus de détails, voir Fiche technique et Distribution.
Mephisto est un film germano-austro-hongrois réalisé par István Szabó, sorti en 1981 et ayant reçu l'Oscar du meilleur film en langue étrangère en 1982. Il s'agit d'une adaptation du roman Mephisto de Klaus Mann.

## Synopsis
L’ascension vertigineuse d'Hendrik Höfgen, un comédien ambitieux et opportuniste sous la République de Weimar, puis sous le Troisième Reich, prêt à sacrifier peu à peu ses amis, ses convictions et son honneur pour faire carrière. Il obtient le rôle de Méphisto dans la pièce de Goethe, au théâtre national mais n'est-il pas en réalité plutôt un nouveau Faust, ayant vendu son âme au diable nazi ?

## Fiche technique
- Titre : Mephisto
- Réalisation : István Szabó
- Scénario : Péter Dobai et István Szabó, d'après le roman de Klaus Mann
- Production : Manfred Durniok
- Musique : Zdenkó Tamássy
- Photographie : Lajos Koltai
- Montage : Zsuzsa Csákány
- Décors : János P. Nagy et József Romvári
- Costumes : Ágnes Gyarmathy
- Pays de production : Allemagne de l'Ouest, Autriche, Hongrie
- Format : Couleurs - 1,66:1 - Mono - 35 mm
- Durée : 144 minutes
- Date de sortie : 8 octobre 1981 (Hongrie)

## Distribution
- Klaus Maria Brandauer : Hendrik Hoefgen
- Krystyna Janda : Barbara Bruckner
- Ildikó Bánsági : Nicoletta von Niebuhr
- Rolf Hoppe : Tábornagy
- György Cserhalmi : Hans Miklas
- Péter Andorai : Otto Ulrichs
- Karin Boyd : Juliette Martens
- Christine Harbort : Lotte Lindenthal